# Santa Maria de Vilaplana
L'església de Santa Maria de Vilaplana o de la Nativitat de la Mare de Déu és un monument protegit com a bé cultural d'interès local del municipi de Vilaplana (Baix Camp).

## Descripció
És un edifici d'estil barroc fet de murs de paredat amb reforços de carreus, que consta de tres naus, amb arcs faixons i formerets de mig punt, sobre pilastres adossats amb cobertes de volta de canó amb llunetes a la nau major, i d'aresta a les dels costats. El cor, als peus, en el costat de l'Epístola, està construït de paredat amb reforç de carreus i amb maons a la part superior. La porta d'ingrés, és d'arc de mig punt flanquejat per pilastres molt senzilles i de volutes laterals. Té una cornisa partida, no molt volada, amb fornícula superior amb pilastres i volutes, com a la porta.

## Història
La construcció va ser iniciada el 29 de juny de 1736, i la benedicció de la nova església es va fer el 7 de setembre de 1739. El nou temple es va edificar en el mateix lloc que ocupava l'antic, amb nous espais necessaris i una altra orientació. El campanar, als peus, es construí l'any 1744, mentre que a la sagristia encara s'hi treballava el 1765. El retaule va ser destruït l'any 1936 junt amb altres objectes i mobiliari de culte.

## Enllaços externs

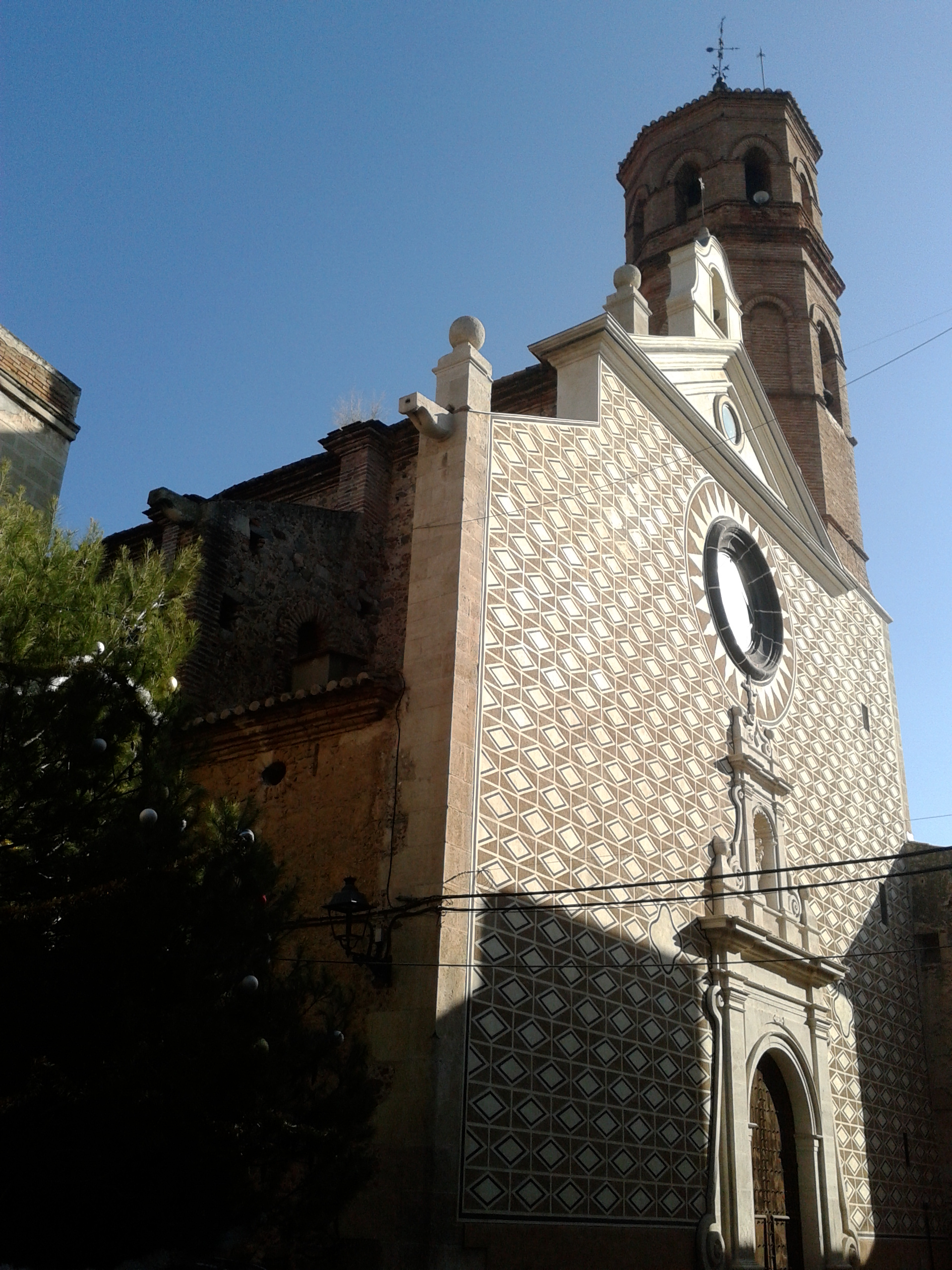
Façana de l'església
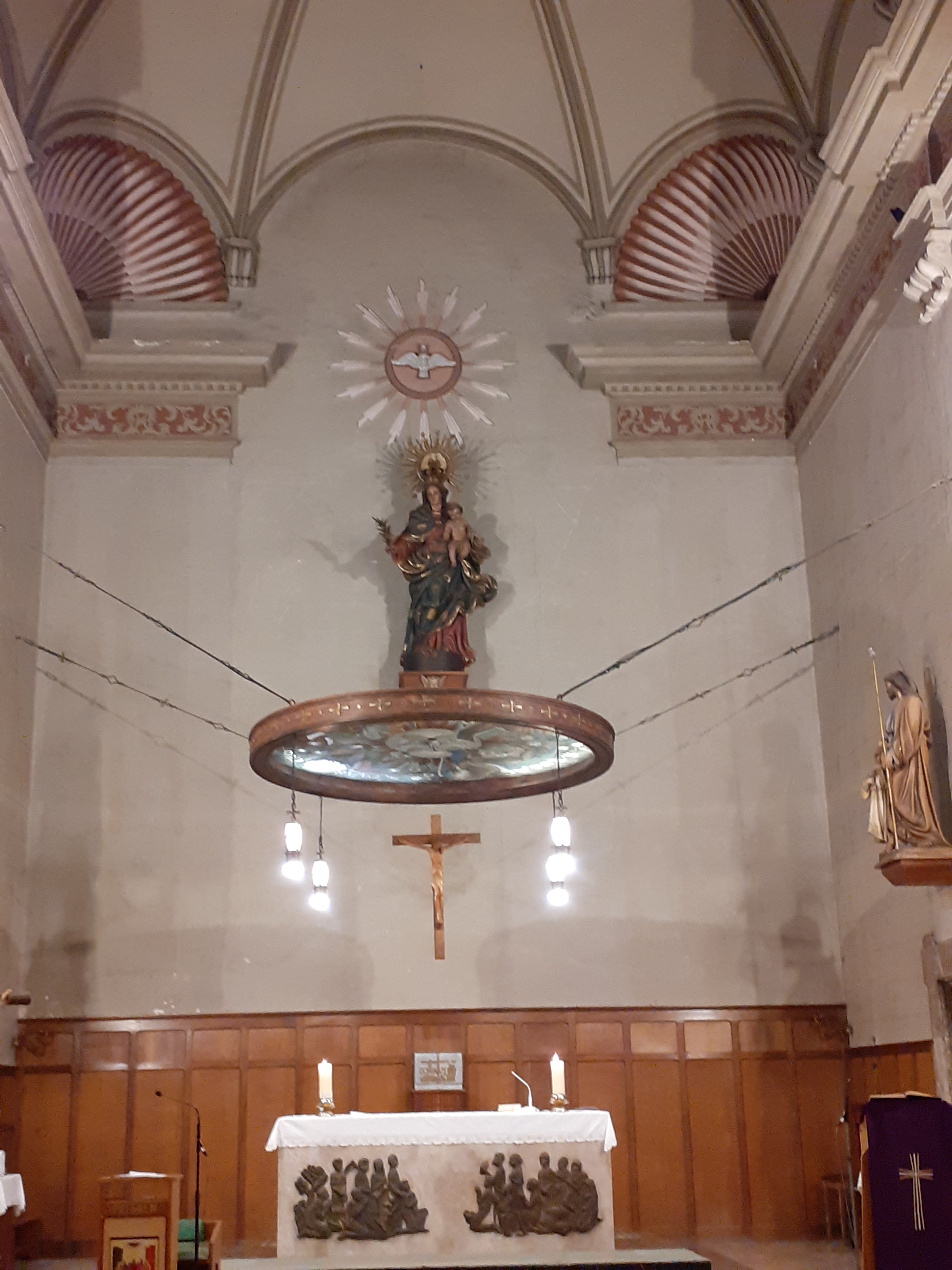
Interior de l'església
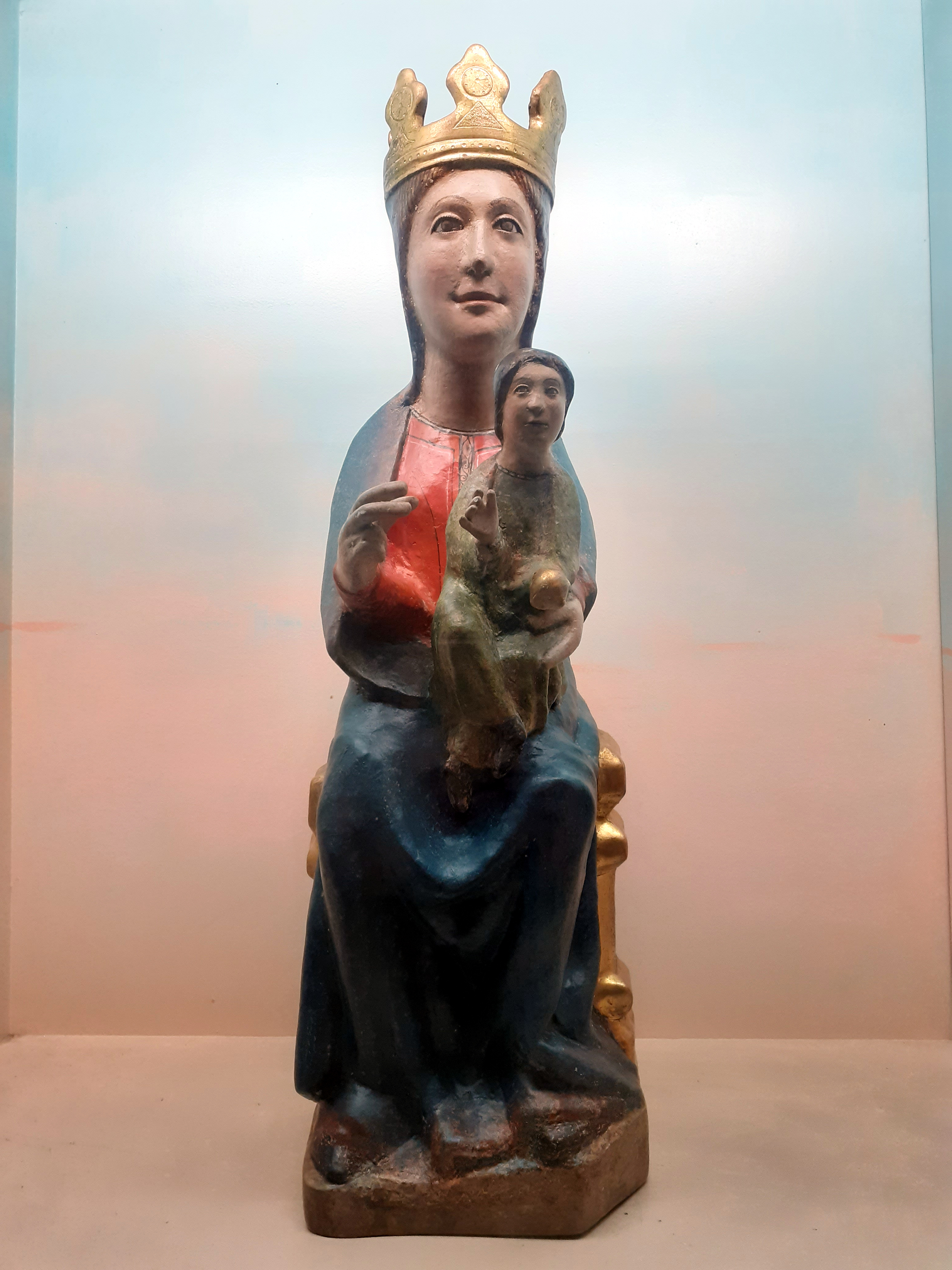
Mare de Déu de la Llet, imatge romànica